# Jorge Balliengo
Jorge Esteban Balliengo (ur. 5 stycznia 1978 w Rosario) – argentyński lekkoatleta specjalizujący się w rzucie dyskiem, złoty medalista mistrzostw Ameryki Południowej i mistrzostw ibero-amerykańskich, uczestnik mistrzostw świata i igrzysk olimpijskich.

## Przebieg kariery
W 2003 został wicemistrzem Ameryki Południowej, rok później zaś zdobył pierwszy w karierze medal mistrzostw ibero-amerykańskich. W 2005 otrzymał złoty medal mistrzostw Ameryki Południowej, w finale konkurencji uzyskując rezultat 60,97 będący nowym rekordem czempionatu. Wystąpił także na mistrzostwach świata w Helsinkach, gdzie odpadł w eliminacjach.
Wystartował na igrzyskach olimpijskich w Pekinie, odpadł on w eliminacjach, zajmując 14. pozycję z wynikiem 58,82 m. Po raz ostatni w zawodach międzynarodowych wystąpił w 2012 roku, kiedy zajął 6. pozycję na mistrzostwach ibero-amerykańskich.
W latach 2004–2006 i 2014 zdobywał tytuły mistrza Argentyny.

## Osiągnięcia
| Rok     | Zawody                          | Miasto        | Miejsce | Wynik |
| ------- | ------------------------------- | ------------- | ------- | ----- |
| 2003    | Mistrzostwa Ameryki Południowej | Barquisimeto  | 2.      | 55,22 |
| 2003    | Igrzyska panamerykańskie        | Santo Domingo | 5.      | 59,39 |
| 2004    | Mistrzostwa ibero-amerykańskie  | Huelva        | 3.      | 59,24 |
| 2005    | Mistrzostwa Ameryki Południowej | Cali          | 1.      | 60,97 |
| 2005    | Mistrzostwa świata              | Helsinki      | 11. H   | 60,40 |
| 2006    | Mistrzostwa ibero-amerykańskie  | Ponce         | 1.      | 59,62 |
| 2006    | Mistrzostwa Ameryki Południowej | Tunja         | 1.      | 60,19 |
| 2008    | Mistrzostwa ibero-amerykańskie  | Iquique       | 1.      | 59,43 |
| 2008    | Letnie igrzyska olimpijskie     | Pekin         | 14. H   | 58,82 |
| 2009    | Mistrzostwa Ameryki Południowej | Lima          | 2.      | 58,04 |
| 2009    | Mistrzostwa świata              | Berlin        | 12. H   | 59,19 |
| 2010    | Mistrzostwa ibero-amerykańskie  | San Fernando  | 6.      | 56,59 |
| 2011    | Mistrzostwa Ameryki Południowej | Buenos Aires  | 5.      | 56,82 |
| 2011    | Igrzyska panamerykańskie        | Guadalajara   | 10.     | 51,93 |
| 2012    | Mistrzostwa ibero-amerykańskie  | Barquisimeto  | 6.      | 55,88 |
| Źródło: |                                 |               |         |       |

## Rekordy życiowe
Rekord życiowy zawodnika to 66,32 m i został ustanowiony 15 kwietnia 2006 roku w Rosario, jest to również rekord kraju w konkurencji rzutu dyskiem.